# Kronentoko

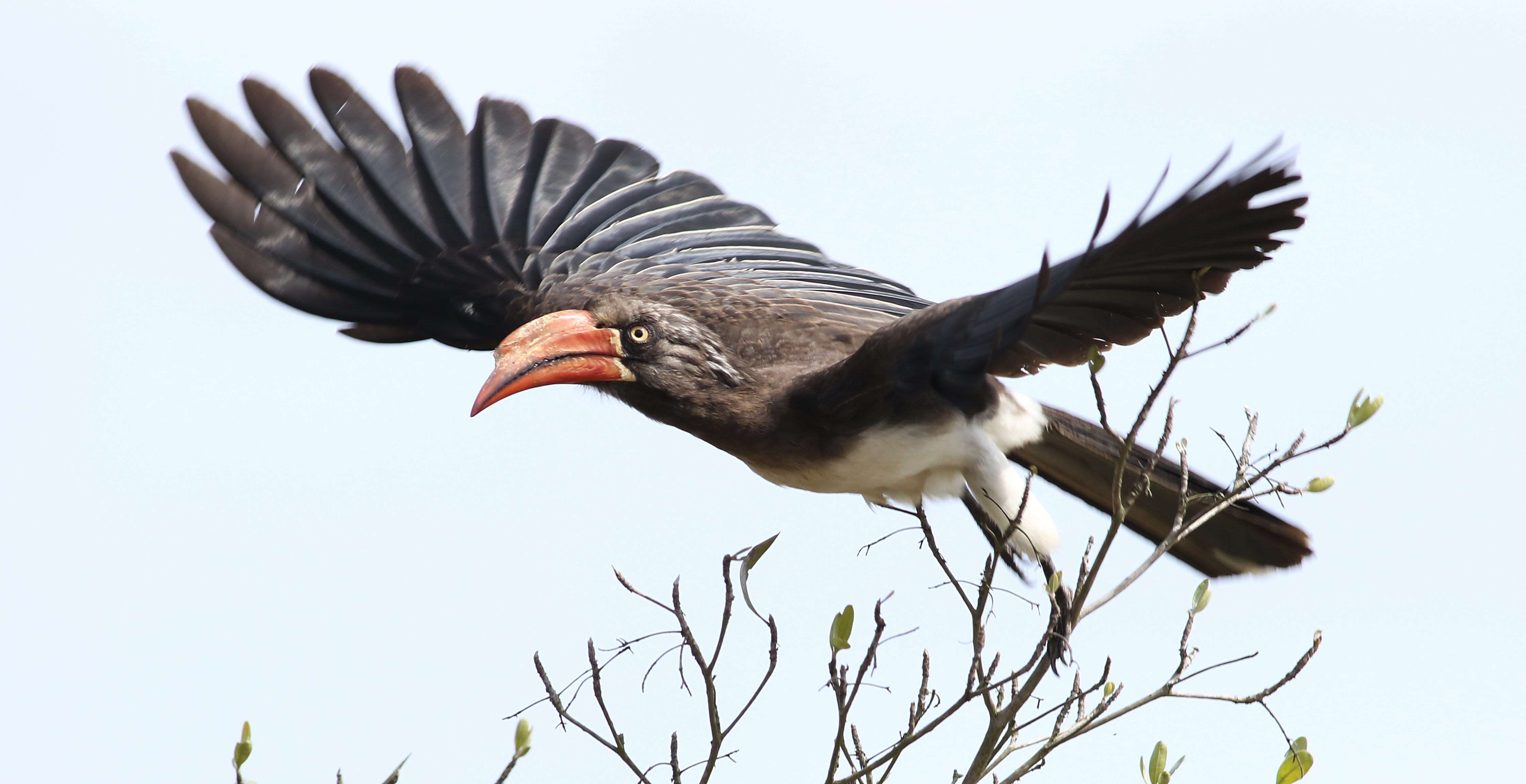
Auffliegender Kronentoko

Der Kronentoko (Lophoceros alboterminatus, Synonym: Tockus alboterminatus) ist eine afrikanische Vogelart, die zu den Nashornvögeln (Bucerotidae) gehört. Es werden mehrere Unterarten unterschieden, die im östlichen Afrika von Äthiopien bis Südafrika vorkommen. Er ist ein territorialer Vogel: Paare besetzen ein Revier und verteidigen dieses gegenüber Artgenossen.
Die Bestandssituation des Kronentokos wurde 2016 in der Roten Liste gefährdeter Arten der IUCN als „Least Concern (LC)“ = „nicht gefährdet“ eingestuft.

## Aussehen
Der Kronentoko erreicht eine Körperlänge von 50 – 54 Zentimeter. Männchen wiegen zwischen 191 und 332 Gramm, die Weibchen zwischen 180 und 249 Gramm.
Das Männchen ist an Kopf, Hals, Rücken, Schwingen sowie den Schwanzfedern dunkel rußbraun. Über dem Auge befindet sich eine weiße Strichzeichnung, auch die Wangen weisen eine blassgraue Strichelung auf. Die Steuerfedern haben bis auf das äußere und das mittlere Paar weiße Federspitzen. Die Federn der Flügeldecken und die Schwungfedern sind blassbraun gesäumt. Die Kehle und Brust sind graubraun mit einer grauen Strichelung. Die übrige Körperunterseite ist weiß. Der Schnabel ist rot bis tieforange mit einem niedrigen Horn. An der Schnabelbasis verläuft ein gelbes Band. Der Orbitalring und der unbefiederte Kehlfleck sind schwarz. Die Augen sind gelb und die Beine und Füße sind schwarz.
Der Geschlechtsdimorphismus ist nicht sehr ausgeprägt. Die Weibchen entsprechen dem Männchen in der Gefiederfärbung. Sie sind jedoch etwas kleiner, das Horn ist etwas kürzer und weniger stark entwickelt. Der unbefiederte Kehlfleck ist blaugrün und während der Brutperiode etwas auffälliger.
Jungvögel besitzen noch kein Horn und haben einen orange gefärbten Schnabel. Auf den Flügeldecken haben sie weiße Flecken, der unbefiederte Kehlfleck ist mattgelb und die Augen sind grau. Die Farbe des Schnabels verändert sich in acht bis zehn Wochen nach dem Flüggewerden in die der adulten Vögel. Ab der 16. Woche entwickelt sich dann allmählich auch das Horn.

## Rufe
Die Stimme des Kronentokos sind verschiedene, hohe und laute Pfiffe. Die Kontaktlaute sind ein langes, ebenfalls lautes kew, das erregte Kronentokos auch in schneller Folge von sich geben.
Beide Geschlechter rufen, um die Grenzen ihres Reviers anzuzeigen. Dabei wird der Schnabel senkrecht nach oben gerichtet, die Vögel bewegen sich mit den einzelnen Rufsilben rhythmisch vor und zurück. Sie rufen auch während des Fluges sowie während der Nacht.

## Verwechselungsmöglichkeiten

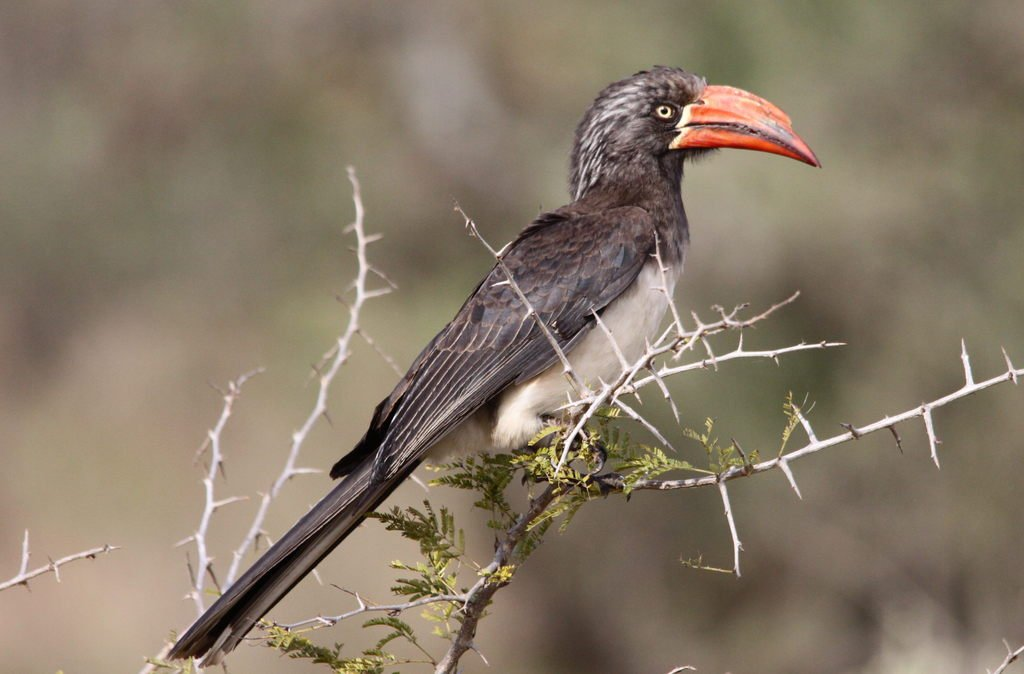
Kronentoko, Südafrika

Es gibt mehrere andere Arten aus der Gattung der Tokos, die einen ähnlichen Lebensraum wie der Kronentoko besetzen und die mit ihm bei Feldbeobachtungen verwechselt werden können.
Der Kronentoko unterscheidet sich vom Felsentoko durch einen kürzeren Schnabel und sein Horn, vom Hemprich-Toko durch sein gelbes Auge und den fast ganz schwarzen Schwanz. Der Hemprich-Toko hat außerdem einen schmäleren Schnabel.
Der Elstertoko hat ähnliche Gefiederfarben wie der Kronentoko und unterscheidet sich von ihm vor allem durch seinen Schnabel, der überwiegend hornfarben ist. Der Grautoko ist am Bauch ebenfalls weißlich gezeichnet, jedoch ist sein Körpergefieder braungrau, der Schnabel weist keine Rot- oder Orangetöne auf. Der Blassschnabeltoko ist im gesamten Erscheinungsbild heller, auffälligstes Unterscheidungsmerkmal ist auch hier der hellere Schnabel.

## Verbreitung, Unterarten und Lebensraum

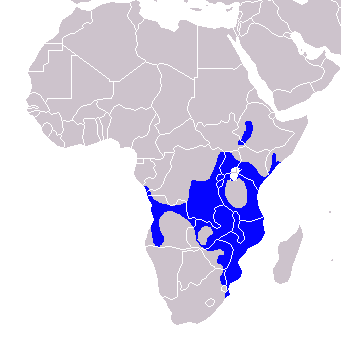
Verbreitungsgebiet des Kronentokos

Das Verbreitungsgebiet des Kronentokos erstreckt sich in Ostafrika vom südlichen Kenia bis nach Mosambik und den Osten der Republik Südafrika. Über Sambia und den südöstlichen Kongo reicht das Verbreitungsgebiet in einem Streifen bis zur Westküste Angolas. Im Südwesten Äthiopiens gibt es eine isolierte Population.
Die drei Unterarten sind in folgenden Staaten anzutreffen:
- Angola-Kronentoko (Lophoceros alboterminatus alboterminatus (Büttikofer,1889)) – Angola
- Ostafrikanischer Kronentogo (Lophoceros alboterminatus geloensis (Neumann, 1905)) – Angola, Äthiopien, Kenia, Uganda, Sambia
- Südafrikanischer Kronentoko (Lophoceros alboterminatus suahelicus (Neumann, 1905)) – Somalia, Kenia, Mosambik, Südafrika

Der Kronentoko ist ein verbreiteter Bewohner von küstennahen Wäldern sowie flussnahen Wäldern bis in die afrikanischen Hochebenen. Er fehlt aber in immergrünen feuchten Wäldern der Tiefebenen, die den typischen Lebensraum des Elstertokos darstellen. Der Kronentoko kommt auch in Sekundärwald vor. Seine Höhenverbreitung reicht in einigen Regionen bis in Höhenlagen von 3000 Metern.

## Lebensweise

### Verhaltensweisen

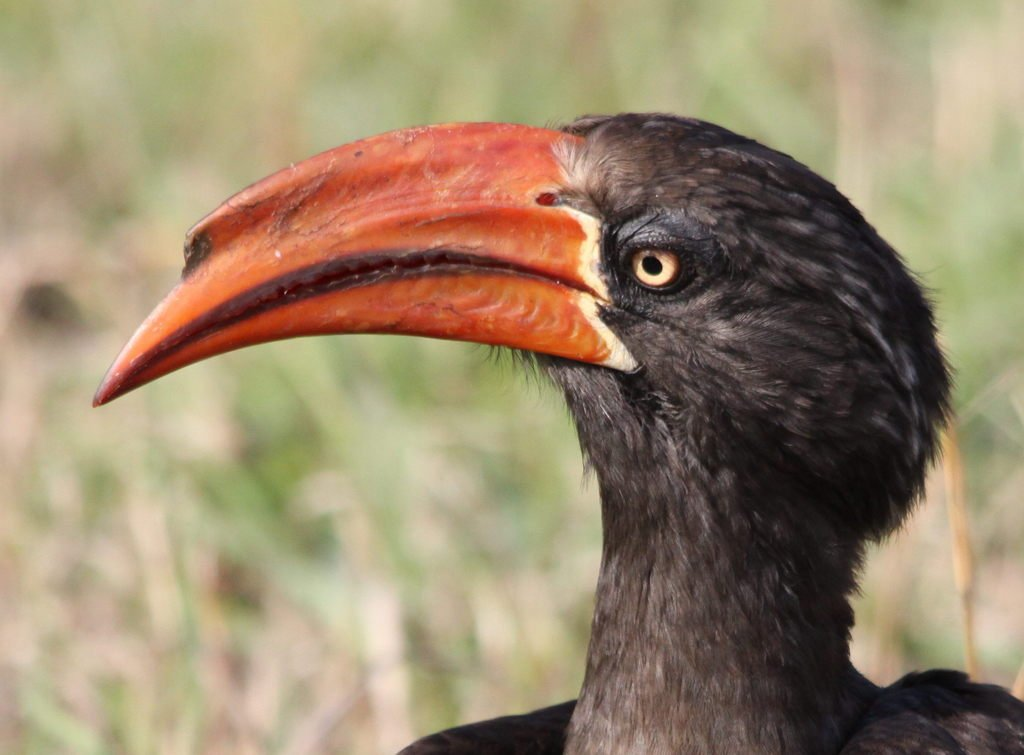
Kopfstudie eines Kronentokos, Südafrika

Die Populationsdichte des Kronentokos variiert mit den Gegebenheiten seines jeweiligen Verbreitungsgebietes. Er ist auf bewaldete Lebensräume angewiesen, die jedoch in seinem Verbreitungsgebiet häufig fragmentiert sind. Gewöhnlich besetzt ein Paar ein Revier in einer Größe von drei bis fünf Quadratkilometer, dass sich mit den Revieren anderer Kronentokos überlappen kann. Das Revier muss ein zusammenhängendes Waldgebiet von mindestens 7 Hektar aufweisen, um Kronentokos geeignete Lebensbedingungen zu bieten. In Ostafrika hat man in einem flussnahen Waldstück von 440 Hektar insgesamt 28 brütende Kronentoko-Paare gezählt. In diesen Revieren lebt er entweder paarweise oder in kleinen Familientruppen von bis zu sieben Individuen. Kronentokos sind in der Regel Standvögel. Es kommt jedoch während Dürren oder wenn das Nahrungsangebot saisonal zurückgeht zu Wanderungsbewegungen, bei denen Kronentokos auch außerhalb ihres typischen Lebensraumes aufhalten. Bei diesen Wanderungen können sie sich zu größeren Trupps zusammenschließen. In der Kapprovinz Südafrikas hat man vereinzelt Trupps von bis zu achtzig Kronentokos gezählt.
Typisch für Kronentokos ist, dass sie zur Rast auf langen, dünnen Ästen aufbaumen, die in ihrer unmittelbaren Nachbarschaft kein Blattwerk aufweisen. Ein Territorium weist bis zu sechs solcher Rastplätze auf, die vom Kronentoko regelmäßig aufgesucht werden.

### Nahrung und Nahrungssuche

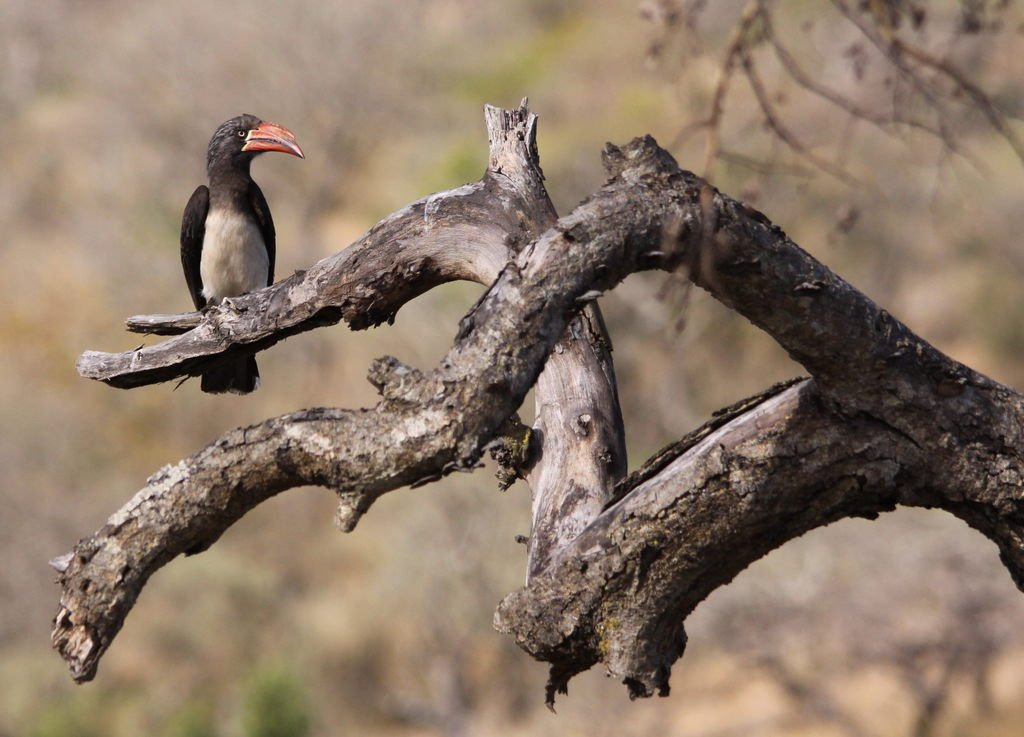
Kronentoko, Südafrika

Die Nahrung besteht aus Insekten, die oft im Flug gefangen werden, kleinen Säugetieren, Eidechsen und Fröschen, Früchten und Samen. Gelegentlich frisst er auch die Eier und Nestlinge von Tauben oder kleineren Vogelarten wie dem Waldweber (Ploceus bicolor) oder dem Graubrust-Paradiesschnäpper (Terpsiphone viridis). Früchte spielen vor allem während der Trockenzeit eine größere Rolle im Nahrungsspektrum. Kronentokos fressen auch die Früchte und Samen von eingeführten Pflanzen wie beispielsweise die Früchte der Ölpalme, Brombeeren, Mais, Erdnüsse und Bananen. Größere unverdauliche Nahrungsreste wie beispielsweise Samen gibt er in Form von Speiballen von sich.
Seine Nahrung sucht er überwiegend im Blattwerk von Bäumen. Auf den Boden kommt er vergleichsweise selten. Er sucht typischerweise dort nach Nahrung, wenn das Nahrungsangebot insgesamt spärlich ist.

### Fortpflanzung
Der Kronentoko nistet hauptsächlich in natürlichen Baumhöhlen. Geeignete Bruthöhlen werden gewöhnlich über mehrere Jahre genutzt. Kronentokos kehren auch außerhalb der Brutperiode immer wieder zu ihrer angestammten Bruthöhle zurück. Die Frequenz der Besuche nehmen vor dem Beginn der Brutperiode zu. Das Weibchen beginnt dann, Spalten und Risse an der Bruthöhle zu versiegeln, das Männchen beginnt mit der Balzfütterung des Weibchens. Jungvögel der vorangegangenen Brutperiode werden dann aus dem Revier vertrieben. In Südafrika fällt der Beginn der Brutzeit mit der einsetzenden Regenzeit zusammen, in anderen Teilen des Verbreitungsgebietes ist die Brutperiode nicht an eine bestimmte Jahreszeit gebunden.
Zu den Baumarten, deren natürliche Baumhöhlen vom Kronentoko genutzt werden, zählen unter anderem der Afrikanische Affenbrotbaum, Anabaum, Korallenbäume und Bäume der Gattung Schotia. Baumhöhlen mit einem Durchmesser von 20 Zentimeter und einem Eingang, der nicht mehr als 6,5 mal 4,8 Zentimeter reichen aus, um für das Brutgeschäft der Kronentokos geeignet zu sein.

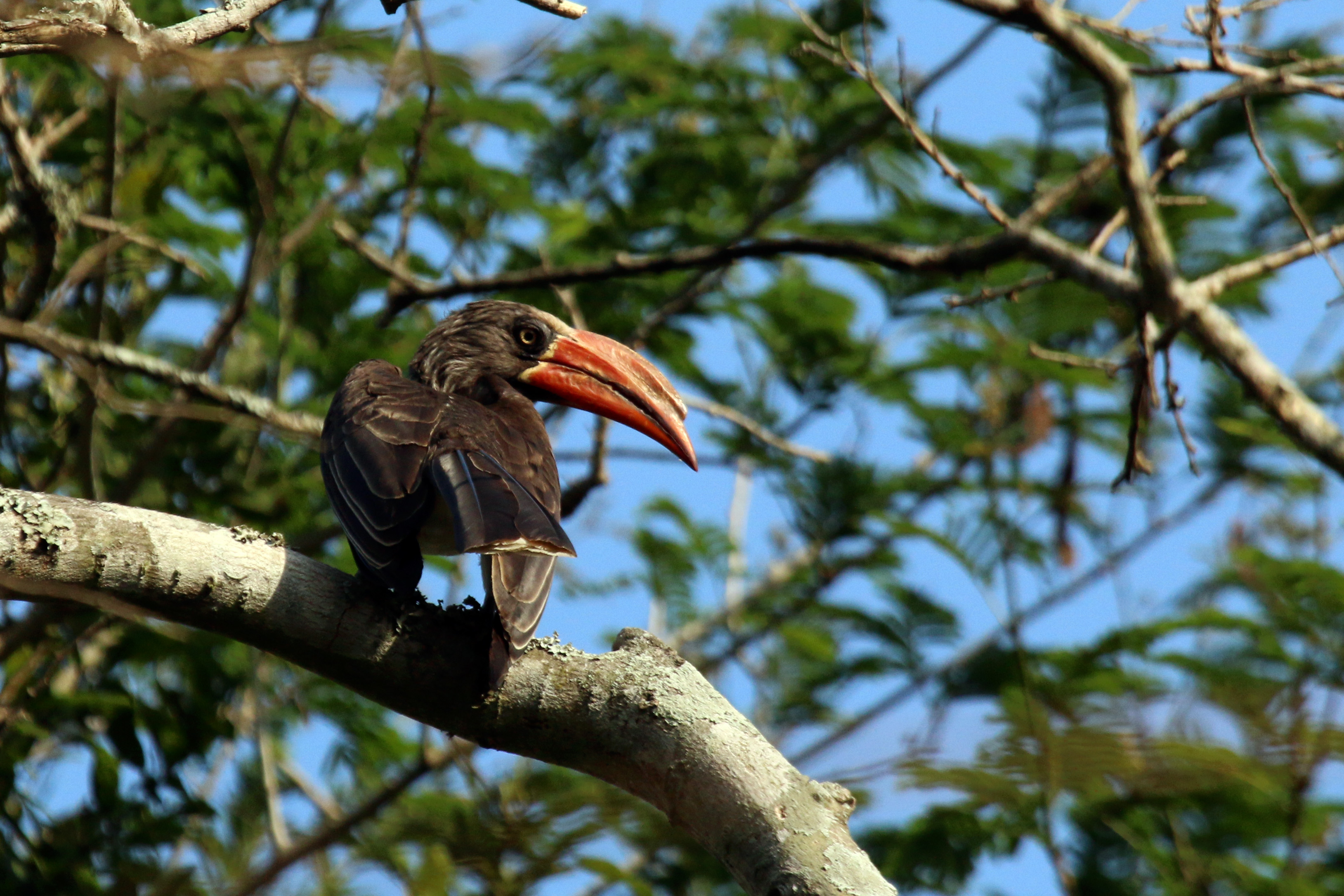
Kronentoko, Rückseite

Das Weibchen nutzt ihre Fäkalien, klebrige Früchte und Nahrungsbestandteile sowie einiges vom Nistmaterial, um den Höhleneingang und Spalten und Risse zu versiegeln. Das Männchen trägt Material herbei, das zum Auspolstern der Nisthöhle genutzt wird. Einen großen Anteil darunter machen Rindenstückchen aus, daneben bringt er aber auch Blüten und Schneckenschalen.
Das Weibchen legt zwei bis fünf Eier mit einem Legeabstand von jeweils mindestens zwei Tagen. Der Legeabstand zwischen dem vorletzten und letzten Ei des Geleges beträgt jedoch regelmäßig vier Tage. Das Weibchen beginnt mit der Brut ab der Ablage des ersten Eis und durchläuft die Mauser während sie auf den Eiern sitzt. Das Männchen kehrt täglich zwischen vierzig und fünfzig Mal zur Bruthöhle zurück und bringt Nahrung an die Bruthöhle, die er dem Weibchen durch den verbliebenen offenen Spalt der Bruthöhlen darbietet.
Die Nestlinge schlüpfen bedingt durch den Legeabstand asynchron. Das Weibchen verlässt die Bruthöhle 25 bis 30 Tage nachdem das letzte der Nestlinge geschlüpft ist. Sie ist dann durchschnittlich zwischen 61 und 69 Tagen in der Bruthöhle geblieben. Ihr Gefieder ist zwischenzeitlich wieder nachgewachsen und sie beteiligt sich sofort an der Fütterung der Nestlinge, die selbständig den Bruthöhleneingang versiegeln und durchschnittlich erst 15 Tage nach dem weiblichen Elternvogel die Bruthöhle verlassen. Sie können dann bereits gut fliegen und kehren nicht wieder in die Bruthöhle zurück.

## Einzelbelege
1. ↑  Grummt, H. Strehlow (Hrsg.): Zootierhaltung Vögel. S. 538
2. ↑  Lophoceros alboterminatus in der Roten Liste gefährdeter Arten der IUCN 2016. Eingestellt von: BirdLife International, 2016. Abgerufen am 3. Oktober 2017.
3. 1 2 3 4 5 6  Kemp: The Hornbills - Bucerotiformes. S. 112.
4. ↑  Kemp: The Hornbills - Bucerotiformes. S. 110.
5. 1 2 3  Kemp: The Hornbills - Bucerotiformes. S. 111.
6. ↑  Rufe des Kronentokos auf Xeno-Canto, aufgerufen am 1. Oktober 2016
7. 1 2 3 4 5  Kemp: The Hornbills - Bucerotiformes. S. 113.
8. ↑  Kemp: The Hornbills - Bucerotiformes. S. 114.